# For He's a Jolly Good Fellow
"For He's a Jolly Good Fellow" hoặc "For She's a Jolly Good Fellow" (tuỳ theo giới tính) là một bài hát được hát để chúc mừng một người nhân một sự kiện quan trọng, chẳng hạn như thăng chức, sinh nhật, đám cưới (hoặc đóng vai trò quan trọng trong một đám cưới), một kỷ niệm đám cưới, sự ra đời của một đứa trẻ, hoặc chiến thắng của một sự kiện vô địch thể thao. Giai điệu bắt nguồn từ bài hát tiếng Pháp "Marlbrough s'en va-t-en guerre" ("Marlborough đã ra trận"). Bài hát truyền thống của trẻ em The Bear Went Over the Mountain được hát theo cùng giai điệu.
Theo sách kỷ lục Guinness, "For He is a Jolly Good Fellow" là bài hát phổ biến thứ hai trong tiếng Anh, sau "Happy Birthday to You" và tiếp theo là "Auld Lang Syne".